# Liste der Bodendenkmale in Egestorf
In der Liste der Bodendenkmale in Egestorf sind alle Bodendenkmale der niedersächsischen Gemeinde Egestorf aufgelistet. Die Quelle ist der Denkmalatlas Niedersachsen. Der Stand der Liste ist der 13. Oktober 2024.
In den Spalten finden sich folgende Informationen des Bodendenkmales :
- Lage        : geographische Koordinaten
- Bezeichnung : Bezeichnung lt. Denkmalatlas
- Beschreibung: Beschreibung lt. Denkmalatlas
- ID          : Objekt-ID
- Bild        : Bild, ggf. zusätzlich mit Link zu weiteren Fotos im Medienarchiv Wikimedia Commons.

## Döhle
| Lage                        | Bezeichnung         | Beschreibung | ID       | Bild |
| --------------------------- | ------------------- | --- | -------- | ---- |
| 53° 9′ 19″ N, 10° 2′ 38″ O  | Döhle 12, Grabhügel | Wuchtig, etwas ungleichmäßig gewölbt (Wind oder Kaninchen). Einige Kaninchenbaue, sonst gut erhalten. Durchmesser 15 m, erhaltene Höhe 1,2 m. | 28960648 | BW   |
| 53° 9′ 19″ N, 10° 2′ 38″ O  | Döhle 13, Grabhügel | Flach, breit, Rand steil, Mitte eingesunken, vermutlich durch Kaninchenbaue. Durchmesser 15 m, erhaltene Höhe 0,80 m. | 28960650 | BW   |
| 53° 9′ 18″ N, 10° 2′ 40″ O  | Döhle 14, Grabhügel | Rund, tiefe Eingrabung in der Mitte, wohl Kaninchenbaue, Oberfläche sehr zerwühlt. Durchmesser 10 m, erhaltene Höhe 0,7 m. | 28960649 | BW   |
| 53° 9′ 16″ N, 10° 2′ 42″ O  | Döhle 15, Grabhügel | Rund, kräftig gewölbt, im Südwesten etwas angegraben möglicherweise durch Fuchs- oder Kaninchenbaue, sonst gut erhalten. Durchmesser 7 m, erhaltene Höhe 0,7 m.                                                                                         | 28960651 | BW   |
| 53° 9′ 11″ N, 10° 2′ 24″ O  | Döhle 18, Grabhügel | Rund, flache Kuppe mit abgeplatteter Mitte, Ränder schwach abgesetzt. Anlässlich des Autobahnbaues (A 7) gegraben, vermutlich von Rochna. Früher waren die sehr wuchtigen Steinsetzungen noch erhalten. Durchmesser ca. 16 m, erhaltene Höhe ca. 1,0 m. | 28981012 | BW   |
| 53° 10′ 13″ N, 10° 2′ 57″ O | Döhle 24, Grabhügel | Steil gewölbt, Oberfläche durch Kaninchenbaue gestört, Steine vom Streifenpflug überpflügt, sonst sehr gut erhalten. Durchmesser 12 m, erhaltene Höhe 1,2 m.                                                                                            | 28960652 | BW   |
| 53° 10′ 11″ N, 10° 2′ 45″ O | Döhle 28, Grabhügel | Rund, von Kaninchen sehr stark zerwühlt. Durchmesser 15 m, erhaltene Höhe 1,4 m. | 28960644 | BW   |
| 53° 10′ 8″ N, 10° 2′ 23″ O  | Döhle 30, Grabhügel | Gleichmäßig sanft gewölbt, Rand verfließend, sehr gut erhalten. Durchmesser 15 m, erhaltene Höhe 1,2 m. | 28960654 | BW   |

### Döhle 4
- ID:28960416
- Grabhügelfeld

| Lage                       | Bezeichnung | Beschreibung | ID       | Bild |
| -------------------------- | ----------- | --- | -------- | ---- |
| 53° 9′ 34″ N, 10° 1′ 50″ O | Döhle 4     | Rund, Mitte eingesunken (wohl durch Kaninchen). Am Südrand Eingrabung von 2 × 2 m. Durchmesser 17 m, erhaltene Höhe 1,2 m. | 28960519 | BW   |
| 53° 9′ 35″ N, 10° 1′ 51″ O | Döhle 5     | Vor 1984 als "Grabhügelrest" kartiert. Demnach wurde offensichtlich Mutterboden aufgebracht und der Hügel „repariert“. Durchmesser 17 m, erhaltene Höhe 1,2 m.                                                                                            | 28960520 | BW   |
| 53° 9′ 34″ N, 10° 1′ 54″ O | Döhle 6     | Rund, von Forststreifenpflug überpflügt, sonst gut erhalten, einige Kaninchenbaue. Durchmesser 10 m, erhaltene Höhe 0,8 m. | 28960512 | BW   |
| 53° 9′ 31″ N, 10° 2′ 1″ O  | Döhle 7     | Sehr breit, wuchtig gewölbt, in der Mitte alte Eingrabung von 2 × 2 m und 1,5 m Tiefe, wohl Kaninchenbaue, sonst gut erhalten. In den 1980er Jahren teilweise restauriert, seitdem wieder kleine Beschädigungen. Durchmesser 20 m, erhaltene Höhe 1,60 m. | 28960525 | BW   |
| 53° 9′ 33″ N, 10° 2′ 5″ O  | Döhle 8     | Durch Straßenbau im Osten angeschnitten, oberflächlich gestört durch Tiergänge. Durchmesser 14 m, erhaltene Höhe 1 m. | 28960523 | BW   |
| 53° 9′ 36″ N, 10° 2′ 4″ O  | Döhle 9     | Rund, flach gewölbt. An Ostseite 3 – 4 m abgetragen, die Mitte ist gut erhalten, ein Weg überquert den Hügel. Durchmesser 10 m;, erhaltene Höhe 0,80 m.                                                                                                   | 28960528 | BW   |
| 53° 9′ 25″ N, 10° 2′ 4″ O  | Döhle 44    | Kräftig, noch ziemlich gut erhalten, Seitlich angepflügt, zentraler Trichter. Durchmesser 12 m, erhaltene Höhe 1,2 m. | 28960754 | BW   |
| 53° 9′ 25″ N, 10° 2′ 2″ O  | Döhle 46    | Stark zerwühlt, flach, von Forststreifenpflug überpflügt. Durchmesser 15 m, erhaltene Höhe 0,7 m. | 28960757 | BW   |
| 53° 9′ 33″ N, 10° 1′ 49″ O | Döhle 55    | Breit, flach, Mitte eingesunken durch Kaninchen, Vertiefung verfüllt mit Gartenmüll. Durchmesser 17 m, erhaltene Höhe 0,8 m. | 28960756 | BW   |
| 53° 9′ 31″ N, 10° 2′ 3″ O  | Döhle 56    | Sehr flach gewölbt mit zentraler Einsenkung. Von Streifenpflug überflügt, sonst gut erhalten. Durchmesser 10 m, erhaltene Höhe 0,6 m. | 28960758 | BW   |
| 53° 9′ 32″ N, 10° 2′ 3″ O  | Döhle 57    | In der Mitte tiefe Eingrabung von 2 × 3 m, offensichtlich Stellungsloch; etwa ein Dutzend Steine (30 – 50 cm) herausgeworfen. Durchmesser 10 m, erhaltene Höhe 0,6 m.                                                                                     | 28960760 | BW   |
| 53° 9′ 36″ N, 10° 2′ 0″ O  | Döhle 65    | Flach, gleichmäßig gewölbt, gut erhalten. Durchmesser 10 m, erhaltene Höhe 0,6 m. | 28960762 | BW   |

### Döhle 32
- ID:28960513
- Grabhügelfeld

| Lage                        | Bezeichnung | Beschreibung | ID       | Bild |
| --------------------------- | ----------- | --- | -------- | ---- |
| 53° 10′ 16″ N, 10° 2′ 29″ O | Döhle 32    | Rund, Rand fließend auslaufend. Probebohrung ergab einen künstlichen Hügelaufbau aus schwarzem humosen Sand. Durchmesser 10 m, erhaltene Höhe 0,6 m. | 28960655 | BW   |
| 53° 10′ 18″ N, 10° 2′ 28″ O | Döhle 36    | Rund, Rand fließend auslaufend. Probebohrung ergab einen künstlichen Hügelaufbau aus schwarzem humosen Sand. Durchmesser 15 m, erhaltene Höhe 1 m.   | 28960656 | BW   |
| 53° 10′ 17″ N, 10° 2′ 25″ O | Döhle 37    | Rund, Rand fließend auslaufend. Probebohrung ergab einen künstlichen Hügelaufbau aus schwarzem humosen Sand. Durchmesser 15 m, erhaltene Höhe 0,8 m. | 28960657 | BW   |
| 53° 10′ 19″ N, 10° 2′ 26″ O | Döhle 38    | Rund, Rand fließend auslaufend. Probebohrung ergab einen künstlichen Hügelaufbau aus schwarzem humosen Sand. Durchmesser 12 m, erhaltene Höhe 0,7 m. | 28960653 | BW   |
| 53° 10′ 22″ N, 10° 2′ 24″ O | Döhle 39    | Rund, Rand fließend auslaufend. Probebohrung ergab einen künstlichen Hügelaufbau aus schwarzem humosen Sand. Durchmesser 12 m, erhaltene Höhe 0,6 m. | 28960659 | BW   |
| 53° 10′ 21″ N, 10° 2′ 24″ O | Döhle 40    | Rund, Rand fließend auslaufend. Probebohrung ergab einen künstlichen Hügelaufbau aus schwarzem humosen Sand. Durchmesser 10 m, erhaltene Höhe 0,5 m. | 28960658 | BW   |
| 53° 10′ 22″ N, 10° 2′ 19″ O | Döhle 41    | Fast rund, Probebohrung ergab einen künstlichen Hügelaufbau aus schwarzem humosen Sand. Durchmesser 18 m, erhaltene Höhe 1,3 m.                      | 28960755 | BW   |

## Egestorf
| Lage                        | Bezeichnung            | Beschreibung | ID       | Bild |
| --------------------------- | ---------------------- | --- | -------- | ---- |
| 53° 11′ 0″ N, 10° 3′ 2″ O   | Egestorf 9, Grabhügel  | Kräftig und ungleichmäßig gewölbt, Dm. 15 m; H. 1 m. | 28960761 | BW   |
| 53° 10′ 56″ N, 10° 2′ 57″ O | Egestorf 10, Grabhügel | Sanft gewölbt, Rand verfließend. Dm. 10 m; H. 0,60 m. | 28960769 | BW   |
| 53° 11′ 0″ N, 10° 2′ 59″ O  | Egestorf 11, Grabhügel | Flach, Dm. 10 m; H. 0,60 m. | 28960767 | BW   |
| 53° 10′ 55″ N, 10° 2′ 39″ O | Egestorf 12, Grabhügel | Steil mit sehr scharfem Rand (sekundärer). Eingrabung 1,2 × 1,2 × 1,00 m. Darin ein Findling von 4 × 3 × 2 Fuß, eine Seite glatt. Herausgeworfen sind 5 Steine von 1,5 – 2,5 m Fuß Länge. Offensichtlich Störung durch Raubgrabung. Dm. 10 m; H. 1,0 m. | 28960768 | BW   |
| 53° 11′ 1″ N, 10° 4′ 42″ O  | Egestorf 14, Grabhügel | Flach gewölbt, Rand unscharf. Nördliche Hälfte zerpflügt und SSW-Seite für Waldweg abgetragen. Oberflächlich keine Steine erkennbar. Dm. 12 m; H. 0,70 m.                                                                                               | 28960771 | BW   |
| 53° 10′ 43″ N, 10° 2′ 54″ O | Egestorf 18, Grabhügel | Flach mit verfließendem Rand, sanft und gleichmäßig gewölbt. Zahlreiche Findlinge 2 – 3 m Fuss Länge, sind vermutlich freigeblasen. Dm. 10 m; H: 0,80 m.                                                                                                | 28960770 | BW   |
| 53° 11′ 2″ N, 10° 4′ 20″ O  | Egestorf 22, Grabhügel | Kräftig gewölbt mit deutlich abgesetztem Rand. An der Oberfläche keine Steine zu erkennen. Augenscheinlich gut erhalten. Durch Kaninchenbaue stark ausgehöhlt. Dm. 13 m; H. 1,20 m.                                                                     | 28960773 | BW   |
| 53° 10′ 53″ N, 10° 4′ 58″ O | Egestorf 28, Grabhügel | Wuchtig, Dm. 15 m; H. 1,30 m. | 28960774 | BW   |
| 53° 10′ 54″ N, 10° 4′ 5″ O  | Egestorf 36, Grabhügel | Klein, kräftig gewölbt, in der Mitte Eingrabungen (Schützenloch) , im SO Erdwall angeschoben. Dm. 8 m; H. 0,8 m. | 28954350 | BW   |
| 53° 10′ 54″ N, 10° 3′ 32″ O | Egestorf 51, Grabhügel | Klein aber deutlich gewölbt, Dm. 8,00 m; H. 0,70 m. | 28960883 | BW   |
| 53° 11′ 8″ N, 10° 2′ 53″ O  | Egestorf 59, Grabhügel | Zerwühlt, große alte Eingrabung in der Mitte. Dm. 12,00 m; H. 0,80 m. | 28960783 | BW   |
| 53° 11′ 4″ N, 10° 4′ 36″ O  | Egestorf 91, Grabhügel | Rund, Flache Form, Mitte eingesunken, Rand deutlich abgesetzt, Störung durch Tierbaue. Eine Probebohrung ergab den Nachweis eines künstlichen Hügelaufbaus aus schwarzem homusen Sand. Dm. 11 m; H. 0,7 m.                                              | 28960884 | BW   |
| 53° 10′ 23″ N, 10° 2′ 25″ O | Egestorf 92, Grabhügel | Fast rund, Rand abgesetzt; abgeflachte Kuppe; Einkuhlungen. Probebohrung ergab einen künstlichen Hügelaufbau aus schwarzem humosen Sand. Dm. 11 m; H. 0,8 m.                                                                                            | 28960892 | BW   |

### Egestorf 7
- ID:28960660
- Grabhügelfeld

| Lage                       | Bezeichnung | Beschreibung | ID       | Bild |
| -------------------------- | ----------- | --- | -------- | ---- |
| 53° 11′ 6″ N, 10° 3′ 2″ O  | Egestorf 7  | Flach, umlaufender Ausbruchgraben, Steinkranz geraubt. Durch Kaninchenbaue gestört. Dm. 12 m; H. 0,7 m.                                                                                       | 28960765 | BW   |
| 53° 11′ 8″ N, 10° 3′ 1″ O  | Egestorf 8  | Flach, stark zerwühlt, Dm. 8 m; H. 0,6 m. | 28960763 | BW   |
| 53° 11′ 9″ N, 10° 2′ 58″ O | Egestorf 39 | Wuchtig, sehr zerwühlt. Ausbruchgraben von Steinräubern, scheint nicht rundum zu laufen. 2 große Steine, einer davon im Ausbruchgraben in der Erde steckend. Dm. 17 m, erhaltene Höhe 1,20 m. | 28960766 | BW   |
| 53° 11′ 4″ N, 10° 3′ 2″ O  | Egestorf 40 | Gleichmäßig gewölbt, Rand ausfließend, Kaninchenbaue. Dm. 10 m; H. 0,9 m. | 28979437 | BW   |
| 53° 11′ 4″ N, 10° 3′ 1″ O  | Egestorf 41 | Flach, Rand verfließend, von Kaninchen zerwühlt. Dm. 10 m; H. 0,7 m. | 28960781 | BW   |
| 53° 11′ 8″ N, 10° 3′ 0″ O  | Egestorf 60 | Wuchtig, umlaufender Ausbruchgraben v. Steinkreis. Kaninchenbaue. Dm. 15 m; H. 1,4 m. | 28960888 | BW   |
| 53° 11′ 9″ N, 10° 2′ 57″ O | Egestorf 61 | Kräftig gewölbt, gut erhalten. Dm. 10 m; H. 0,8 m. | 28960886 | BW   |
| 53° 11′ 7″ N, 10° 3′ 1″ O  | Egestorf 63 | Kräftig gewölbt, gut erhalten. An Ostseite kleiner Graben. Dm. 10 m; H. 1 m. | 28960885 | BW   |
| 53° 11′ 7″ N, 10° 2′ 59″ O | Egestorf 64 | Gestört, großer Zentraltrichter. Erhaltener Dm. ca. 7,5 m; H. max. 0,5 m. | 28960890 | BW   |

### Egestorf 42
- ID:28960893
- Grabhügelfeld

| Lage                        | Bezeichnung | Beschreibung | ID       | Bild |
| --------------------------- | ----------- | --- | -------- | ---- |
| 53° 10′ 49″ N, 10° 2′ 56″ O | Egestorf 42 | Wuchtiger Grabhügel, in der Mitte kleine alte Eingrabung (Schützenloch), am S-Rand radial liegendes Schützenloch 2,5 × 0,60 m, mit zahlreichen Steinen. Kräftig ausgefahrener Hohlweg v. Nordrand z. Hang nach SW. Dm. 15 m; H. 1,4 m. | 28960779 | BW   |
| 53° 10′ 49″ N, 10° 3′ 0″ O  | Egestorf 43 | Flach mit deutlich abgesetztem Rand, in der Mitte eingesunken. Dm. 10 m; H. 0,6 m. | 28960780 | BW   |
| 53° 10′ 50″ N, 10° 3′ 2″ O  | Egestorf 44 | Zerwühlt, Dm. 10 m; H. 0,6 m. | 28960784 | BW   |
| 53° 10′ 48″ N, 10° 3′ 3″ O  | Egestorf 45 | Steil, kräftig gewölbt, alte Eingrabung in der Mitte (Schützenloch). Dm. 10 m; H: 1,4 m. | 28960785 | BW   |
| 53° 10′ 49″ N, 10° 3′ 5″ O  | Egestorf 46 | Steil, wuchtig, Eingrabung 2,5 × 2,5 m in der Mitte. Dm. 12 m; H: 1,3 m. | 28960880 | BW   |
| 53° 10′ 49″ N, 10° 3′ 7″ O  | Egestorf 47 | Flach mit verfließendem Rand. Dm. 10 m; H: 0,6 m. | 28960879 | BW   |
| 53° 10′ 51″ N, 10° 3′ 8″ O  | Egestorf 48 | Steil, ungleichmäßig, Dm. 10 m; H. 1,3 m. | 28960881 | BW   |
| 53° 10′ 51″ N, 10° 3′ 13″ O | Egestorf 49 | Ungleichmäßig gewölbt, im Luv flach, im Lee steil. Dm. 10 m; H. 1,3 m. | 28960782 | BW   |
| 53° 10′ 49″ N, 10° 3′ 17″ O | Egestorf 50 | Kräftig, ungleichmäßig gewölbt, Dm. 10 m; H. 1,4 m. | 28960882 | BW   |

## Evendorf
| Lage                       | Bezeichnung            | Beschreibung | ID       | Bild |
| -------------------------- | ---------------------- | --- | -------- | ---- |
| 53° 8′ 51″ N, 10° 3′ 8″ O  | Evendorf 2, Grabhügel  | Breit, flach gewölbt, Durchmesser 20 m, erhaltene Höhe 1,50 m. | 28960891 | BW   |
| 53° 8′ 55″ N, 10° 3′ 26″ O | Evendorf 4, Grabhügel  | Wuchtig, von mehreren alten Eingrabungen (Schützenlöcher) zerwühlt. Hügelfuss angepflügt. Durchmesser 15 m, erhaltene Höhe 1,20 m.                                                  | 28960896 | BW   |
| 53° 8′ 55″ N, 10° 3′ 28″ O | Evendorf 5, Grabhügel  | Wuchtig, früher mit Müll und Lesesteinen bedeckt. Durchmesser 15 m, erhaltene Höhe 1,20 m.                                                                                          | 28960897 | BW   |
| 53° 10′ 1″ N, 10° 4′ 56″ O | Evendorf 8, Grabhügel  | Stark zerwühlt mit zentraler Eingrabung von 8 m Durchmesser und 1 m Tiefe. Die Eingrabung könnte von einer geraubten Steinkammer herrühren. Durchmesser 25 m, erhaltene Höhe 1,7 m. | 28960898 | BW   |
| 53° 9′ 59″ N, 10° 4′ 53″ O | Evendorf 9, Grabhügel  | Flach mit deutlichem Rand. Durchmesser 13 m, erhaltene Höhe 0,90 m. | 28960894 | BW   |
| 53° 9′ 55″ N, 10° 4′ 34″ O | Evendorf 10, Grabhügel | Flach mit deutlichem Rand, oberflächlich von Streifenpflug überpflügt. Durchmesser 15 m, erhaltene Höhe 0,90 m.                                                                     | 28960899 | BW   |
| 53° 9′ 52″ N, 10° 4′ 59″ O | Evendorf 11, Grabhügel | Flach, Boden sehr steinig, Oberfläche vom Streifenpflug überpflügt. Durchmesser 12 m, erhaltene Höhe 0,80 m.                                                                        | 28960887 | BW   |
| 53° 9′ 53″ N, 10° 5′ 3″ O  | Evendorf 12, Grabhügel | Kräftig gewölbt mit steilem Rand. Vom Streifenpflug überpflügt, sonst unversehrt. Durchmesser 15 m, erhaltene Höhe 1,20 m.                                                          | 28960900 | BW   |
| 53° 9′ 48″ N, 10° 5′ 3″ O  | Evendorf 13, Grabhügel | Flach, deutlich erkennbarer Rand, etwa 1/3 an der Westseite für Waldweg abgetragen. Durchmesser 12 m, erhaltene Höhe 0,7 m.                                                         | 28960901 | BW   |
| 53° 8′ 59″ N, 10° 5′ 54″ O | Evendorf 23, Grabhügel | Rand steil, Mitte eingesunken (durch Kaninchenbaue?). Im Nordosten durch Feldweg etwa 3 m abgegraben, sonst gut erhalten. Durchmesser 12 m, erhaltene Höhe 1 m.                     | 28960903 | BW   |

### Evendorf 24
- ID:28961011
- Grabhügelfeld

| Lage                       | Bezeichnung | Beschreibung | ID       | Bild |
| -------------------------- | ----------- | --- | -------- | ---- |
| 53° 9′ 25″ N, 10° 4′ 59″ O | Evendorf 24 | Gleichmäßig flach gewölbt, Rand flach auslaufend, aber deutlich abgesetzt. An O-Seite älteres Schützenloch in der Randzone. Vom Streifenpflug überpflügt, sonst sehr gut erhalten. Durchmesser 12 m, erhaltene Höhe 0,90 m.                                                    | 28960904 | BW   |
| 53° 9′ 24″ N, 10° 4′ 54″ O | Evendorf 25 | Gleichmäßig, kräftig gewölbt. Im Osten und Westen läuft der Rand in Dünenabhang aus, im Süden und Norden deutlich abgesetzter Rand. Vom Streifenpflug überpflügt, sonst gut erhalten. Durchmesser 13,5 m (mit Dünenkörper 19 m), erhaltene Höhe 1,1 m.                         | 28960905 | BW   |
| 53° 9′ 24″ N, 10° 4′ 54″ O | Evendorf 26 | Gleichmäßig, kräftig gewölbt; Rand deutlich abgesetzt. Vom Streifenpflug überpflügt, Eingrabungen durch Kaninchenbau, sonst gut erhalten. Durchmesser 7 m, erhaltene Höhe 0,6 m.                                                                                               | 28960895 | BW   |
| 53° 9′ 23″ N, 10° 4′ 54″ O | Evendorf 27 | Gleichmäßig, kräftig gewölbt; Rand deutlich abgesetzt. Vom Streifenpflug überpflügt, Kaninchenbau, sonst gut erhalten. Durchmesser 7 m, erhaltene Höhe 0,6 m. | 28960907 | BW   |
| 53° 9′ 25″ N, 10° 4′ 53″ O | Evendorf 28 | Flach gewölbt, im Westteil ältere Schützenlöcher. Durchmesser 10 m, erhaltene Höhe 0,5 m. | 28960908 | BW   |
| 53° 9′ 23″ N, 10° 4′ 50″ O | Evendorf 29 | Bei steilem Rand in der Mitte flach, die Ostseite läuft etwas flacher aus. Störung durch Kaninchenbaue. Scheint im Kern unberührt zu sein. Durchmesser 22 m, 1,7 m erhaltener Höhe.                                                                                            | 28960909 | BW   |
| 53° 9′ 25″ N, 10° 4′ 50″ O | Evendorf 30 | Gleichmäßig, kräftig gewölbt, Ränder deutlich abgesetzt. Vom Streifenpflug überpflügt; Kaninchenbauten, sonst gut erhalten. Durchmesser 13 m, erhaltene Höhe 1,3 m. | 28961003 | BW   |
| 53° 9′ 23″ N, 10° 4′ 49″ O | Evendorf 31 | Zahlreiche Eingrabungen. In der Mitte neueres Schützenloch 0,90 × 1,90 × 0,90 m. Im S-Teil große Eingrabung (Unterstand) 2,00 × 6,00 × 1,50 m. Durchmesser 11 m, erhaltene Höhe 1 m.                                                                                           | 28961004 | BW   |
| 53° 9′ 22″ N, 10° 4′ 49″ O | Evendorf 32 | Flach, verwaschen, Durchmesser 7 m, erhaltene Höhe 0,5 m. | 28961006 | BW   |
| 53° 9′ 27″ N, 10° 4′ 50″ O | Evendorf 33 | Gleichmäßig gewölbt, vom Streifenpflug überpflügt, gestört durch Kaninchenbaue, sonst gut erhalten. Durchmesser 11 m, erhaltene Höhe 0,9 m. | 28961007 | BW   |
| 53° 9′ 27″ N, 10° 4′ 51″ O | Evendorf 34 | Gleichmäßig, kräftig gewölbt, Rand deutlich abgesetzt. Vom Streifenpflug überpflügt; Eingrabungen durch mehrere Kaninchenbaue; sonst sehr gut erhalten. An O-Seite kleiner Hügel von 1,80 m Durchmesser (evtl. Auswurf der Tierbaue?). Durchmesser 11 m, erhaltene Höhe 1,2 m. | 28961008 | BW   |
| 53° 9′ 26″ N, 10° 4′ 52″ O | Evendorf 35 | Kräftig gewölbt, Grundfläche oval, etwas spitzer geformt (eventuell spätere Verformung durch Kaninchen oder Steinräuber). Oberflächlich von Streifenpflug überpflügt, mehrere Kaninchenbaue, sonst gut erhalten. Durchmesser 13,5 m, erhaltene Höhe 0,9 m.                     | 28961009 | BW   |
| 53° 9′ 26″ N, 10° 4′ 53″ O | Evendorf 36 | Gleichmäßig, kräftig gewölbt, deutlich abgesetzter Rand, Südseite etwas flacher auslaufend. Von Streifenpflug überpflügt; Kaninchenbaue, sonst sehr gut erhalten. Durchmesser 10 m, erhaltene Höhe 0,9 m.                                                                      | 28961010 | BW   |

## Sahrendorf
| Lage                        | Bezeichnung              | Beschreibung | ID       | Bild |
| --------------------------- | ------------------------ | --- | -------- | ---- |
| 53° 11′ 41″ N, 10° 0′ 2″ O  | Sahrendorf 1, Grabhügel  | Breit, flach, W-Seite (in Gde. Undeloh) abgegraben. O-Seite sehr stark angepflügt. Rest mit zahlreichen Feldlesesteinen bedeckt. Kaninchenbaue. Kerngrab möglicherweise noch unversehrt. Dm. 15 m; H. 0,8 m. | 28915330 | BW   |
| 53° 11′ 24″ N, 10° 1′ 14″ O | Sahrendorf 2, Grabhügel  | Kräftig gewölbt, von Grenzgraben überfahren. 2005 wurden zwei Schaufeln Erde aus dem Grabhügel entnommen. In der Folge wurde die Schadensstelle nur geringfügig erweitert, um die Befunde zu dokumentieren. Zentral zeichnete sich eine große alte Trichterung ab, die nachträglich verfüllt und inzwischen von Heide überzogen war. Durch die Trichterung war eine zentrale Bestattung anscheinend zerstört worden. Am Rande des Grabhügels noch fünf Steine der Umfassung in Originallage. Dm. 8 m; H. 0,9 m. | 28961013 | BW   |
| 53° 11′ 55″ N, 10° 1′ 26″ O | Sahrendorf 13, Grabhügel | Gleichmäßig gewölbt, S-Seite durch Acker leicht angeschnitten und weiter oberflächlich abgegraben. Dm. 15 m; H: 1,2 m. | 28961021 | BW   |
| 53° 12′ 33″ N, 9° 59′ 40″ O | Sahrendorf 36, Grabhügel | Flach, Dm. 13 m; erhaltene H. 0,8 m. | 28961028 | BW   |
| 53° 12′ 39″ N, 9° 59′ 40″ O | Sahrendorf 37, Grabhügel | Breit, flach, Oberflächlich sehr zerwühlt, alte große längliche Eingrabung am Hügelfuß. Dm. 20 m; H. 1,3 m. | 28961129 | BW   |
| 53° 12′ 35″ N, 9° 59′ 36″ O | Sahrendorf 38, Grabhügel | Wuchtig, ungleichmäßig gewölbt. Umlaufender Ausbruchgraben von vermutlich großen Steinen eines Steinkreises, Tiergänge, sonst wohl unversehrt. Dm. 18 m; H. 1,6 m. | 28961131 | BW   |
| 53° 12′ 35″ N, 9° 59′ 35″ O | Sahrendorf 39, Grabhügel | Sehr flach, stark zerwühlt, vermutlich umlaufender Ausbruchgraben. Alte Kaninchenbaue. Dm. 12 m; erhaltene H. 0,7 m. | 28961132 | BW   |
| 53° 11′ 28″ N, 10° 0′ 3″ O  | Sahrendorf 56, Grabhügel | Flach, zahlreiche alte Tiergänge. Dm. 10 m; H. 0,7 m. | 28961134 | BW   |

### Sahrendorf 5
- ID:28954342
- 0,3 km westl. von Sudermühlen gelegenes Grabhügelfeld aus min. 8 Grabhügel mit 10 – 20 m Dm. und 1,0 – 1,8 m H.

| Lage                        | Bezeichnung              | Beschreibung | ID       | Bild |
| --------------------------- | ------------------------ | --- | -------- | ---- |
| 53° 11′ 33″ N, 10° 1′ 34″ O | Sahrendorf 5, Grabhügel  | Wuchtig, Durchmesser ca. 15 m, erhaltene Höhe 1,8 m. Nordseite Anfang der 1980er für die Anlage des Wanderwegs abgegraben.                         | 28960902 | BW   |
| 53° 11′ 33″ N, 10° 1′ 30″ O | Sahrendorf 6, Grabhügel  | Kräftig gewölbt, Rundherum tiefe historische Wegspuren. Kuppe abgeflacht, evtl. durch alte Eingrabung. Durchmesser 10 m, erhaltene Höhe 1,2 m.     | 28961014 | BW   |
| 53° 11′ 35″ N, 10° 1′ 31″ O | Sahrendorf 7, Grabhügel  | Hoch gewölbt, wuchtig,nahezu unversehrt, Durchmesser 10 m und erhaltene Höhe 1,3 m.                                                                | 28961016 | BW   |
| 53° 11′ 35″ N, 10° 1′ 30″ O | Sahrendorf 8, Grabhügel  | Hoch gewölbt, wuchtig, Durchmesser 10 m, erhaltene Höhe 1,5 m. Rundum verlaufen tief eingefahrene historische Wegspuren.                           | 28961017 | BW   |
| 53° 11′ 35″ N, 10° 1′ 29″ O | Sahrendorf 9, Grabhügel  | Hoch gewölbt, wuchtig, Durchmesser 10 m, erhaltene Höhe 1,3 m.                                                                                     | 28961018 | BW   |
| 53° 11′ 38″ N, 10° 1′ 31″ O | Sahrendorf 10, Grabhügel | Gleichmäßig gewölbt mit viel Jungwuchs, eindrucksvoll auf Bodenwelle aufgesetzt. Durchmesser 15 m, erhaltene Höhe noch 1 m.                        | 28961019 | BW   |
| 53° 11′ 36″ N, 10° 1′ 34″ O | Sahrendorf 11, Grabhügel | Wuchtig, weitgehend unversehrt, rundum von kleine Dünenkuppen schneidenden historischen Wegspuren umgeben. Durchmesser 20 m, erhaltene Höhe 1,8 m. | 28961020 | BW   |
| 53° 11′ 35″ N, 10° 1′ 37″ O | Sahrendorf 12, Grabhügel | Gleichmäßig, kräftig gewölbt, Durchmesser 14 m und 1,3 m erhaltener Höhe.                                                                          | 28960906 | BW   |

### Sahrendorf 16
- ID:31181997
- Gruppe von ehemals mindestens 4 Grabhügeln, ob weitere Grabhügel vorhanden waren, ist nicht ganz sicher. Jetzt noch 3 Grabhügel vorhanden mit Dm. 10 – 16 m, und erhaltener H. 0,7 – 1,2 m.

| Lage                        | Bezeichnung              | Beschreibung | ID       | Bild |
| --------------------------- | ------------------------ | ------------ | -------- | ---- |
| 53° 12′ 11″ N, 10° 1′ 16″ O | Sahrendorf 17, Grabhügel |              | 28979673 | BW   |
| 53° 12′ 12″ N, 10° 1′ 17″ O | Sahrendorf 18, Grabhügel |              | 28979672 | BW   |
| 53° 12′ 12″ N, 10° 1′ 18″ O | Sahrendorf 19, Grabhügel |              | 28979674 | BW   |

### Sahrendorf 27
- ID:28961136
- Ca. 1,5 km von Undeloh, dicht an der Gemarkungsgrenze gelegenes Grabhügelfeld. Gruppe von 9 Grabhügeln, haben einen Dm. non 7 – 15 m und eine erhaltene H. von 0,6 – 1,5 m.

| Lage                        | Bezeichnung   | Beschreibung | ID       | Bild |
| --------------------------- | ------------- | --- | -------- | ---- |
| 53° 12′ 21″ N, 9° 59′ 43″ O | Sahrendorf 27 | Sanft gewölbt, Zahlreiche Tiergänge, vom Streifenpflug überpflügt. Am W-Rand vom Grenzgraben der Gemarkungsgrenze überfahren. Dm. 10 m; H. 0,9 m. | 28961026 | BW   |
| 53° 12′ 20″ N, 9° 59′ 45″ O | Sahrendorf 28 | Wuchtig mit steilem Rand. Im S-Teil große, tiefe winkelförmige Eingrabung neueren Datums. Dm. 13 m; H. 1,5 m.                                     | 28961027 | BW   |
| 53° 12′ 22″ N, 9° 59′ 45″ O | Sahrendorf 29 | Steilrandig, alte Eingrabung in der Mitte. Dm. 13 m; H. 1,5 m.                                                                                    | 28961015 | BW   |
| 53° 12′ 22″ N, 9° 59′ 42″ O | Sahrendorf 30 | Breit, große alte Eingrabung in der Mitte, im W-Teil breite oberflächige Abgrabung. Dm. 15 m; H. 1,1 m.                                           | 28961029 | BW   |
| 53° 12′ 23″ N, 9° 59′ 43″ O | Sahrendorf 31 | Klein, rund, Dm. 9 m; H. 0,3 m. | 28961030 | BW   |
| 53° 12′ 23″ N, 9° 59′ 44″ O | Sahrendorf 32 | Kräftig gewölbt, vom Streifenpflug überpflügt, sonst unversehrt. Dm. 14 m; H. 1,2 m.                                                              | 28961031 | BW   |
| 53° 12′ 22″ N, 9° 59′ 44″ O | Sahrendorf 33 | Flach, vom Streifenpflug überpflügt. Sonst unversehrt. Dm. 10 m; H. 0,6 m.                                                                        | 28961032 | BW   |
| 53° 12′ 23″ N, 9° 59′ 46″ O | Sahrendorf 34 | Wuchtig, kräftig gewölbt, Alte Eingrabung 3 × 3 m in der Mitte. Dm. 15 m; H. 1,5 m.                                                               | 28961033 | BW   |
| 53° 12′ 22″ N, 9° 59′ 46″ O | Sahrendorf 35 | Kräftig gewölbt, Neue tiefe Eingrabung in der Mitte (1 × 5 m). Dm. 12 m; H. 1,5 m.                                                                | 28961128 | BW   |

### Undeloh 25
- ID:28961137
- Grabhügelfeld nordöstl. von Undeloh, beiderseits der Gemarkungsgrenze gelegen. Bestehend aus 19 Grabhügel mit 10 – 20 m Dm. und 0,4 – 1,6 m erhaltener H.

| Lage                        | Bezeichnung   | Beschreibung | ID       | Bild |
| --------------------------- | ------------- | --- | -------- | ---- |
| 53° 12′ 16″ N, 9° 59′ 49″ O | Sahrendorf 23 | Sehr großer, alter Trichter in der Mitte. Dm. 12 m; H. 0,8 m.                                                                   | 28961024 | BW   |
| 53° 12′ 17″ N, 9° 59′ 50″ O | Sahrendorf 25 | Breit, flach, von Tiergängen sehr stark zerwühlt, vom Streifenpflug überpflügt. Dm. 14 m; erhaltene H. 0,8 m.                   | 28961022 | BW   |
| 53° 12′ 20″ N, 9° 59′ 51″ O | Sahrendorf 26 | Breiter Grabhügel, an der S-Seite große alte Eingrabung 6 × 4 m. Dm. 15 m; H. 1,4 m.                                            | 28961025 | BW   |
| 53° 12′ 16″ N, 9° 59′ 51″ O | Sahrendorf 71 | Gleichmäßig gewölbt, alte kleinere Eingrabung durch Truppen, am NO-Rand alte Tiergänge, sonst gut erhalten. Dm. 15 m; H. 1,4 m. | 28961023 | BW   |